# Victor
Victor eller Viktor er et drengenavn. Det blev brugt som tilnavn til Jesus i betydningen "sejrherre". I 2018 var der 9.631 danskere med navnet Victor, mens der var 4.609 med varianten Viktor.

## Kendte personer med navnet
- Børge Rosenbaum, kendt som Victor Borge, dansk pianist og entertainer.

- Victor Montell, dansk teater- og filmskuespiller.
- Victor Bailey, amerikansk elbassist i bl.a. Weather Report og Steps Ahead.
- Victor Bendix, dansk komponist, koncertpianist, dirigent,
- Victor Bremer, dansk øre-næse-halslæge.
- Victor Christian von Plessen, dansk hofmand og amtmand.
- Victor Cornelius, dansk komponist, pianist og sanger, bl.a."Tak for gode som for onde år".
- Victor Crone, (Vic Heart) svensk sanger og guitarist
- Victor Emanuel 2. af Italien, var konge af Piemonte, Savoyen og Sardinien og senere af Italien
- Victor Feddersen, tidligere dansk roer som medvirkede i Guldfireren 1994-2000.
- Victor Fleming, amerikansk filminstruktør, bl.a. Troldmanden fra Oz og Borte med blæsten
- Victor Granberg, svensk ballonskipper, Den går ikke, Granberg.
- Victor Haderup, dansk tandlæge.
- Victor Hugo, fransk forfatter kendt for bl.a. Klokkeren fra Notre Dame og Les Misérables
- Victor Larsen, dansk politiker og proprietær.
- Victor Bering Mehl, dansk modstandsmand.
- Viktor Orbán, ungarsk politiker.
- Victor Schiøler, dansk pianist og læge.
- Victor Skaarup, dansk journalist og tekstforfatter, bl.a. "Til julebal i Nisseland"
- Viktor Anker, dansk fodboldspiller

- Pave Viktor 1., senere kanoniseret som Sankt Viktor.
- Modpave Viktor 4..

## Navnet anvendt i fiktion
- Anja og Viktor-filmene.
- Viktor og Viktoria er en dansk film fra 1993.
- Viktor "Viffer" Hansen er hovedpersonen i filmen Mig og Mafiaen og spilles af Dirch Passer.
- Usynlige Venner er en dansk familiefilm, der handler om Viktor på 8 år.

## Andre sprog
Svensk: Victor, Viktor
 
Norsk: Viktor 
 
Finsk: Vihtori, Viktor 
 
Engelsk: Victor 
 
Tysk: Victor, Viktor 
 
Fransk: Victor, Victoire 
 
Italiensk: Vittorio, Vittore, Vittorino, Rino 
 
Spansk: Víctor, Victorio, Victoriano, Victorino 

## Andre artikler
- Victor Company Japan, japansk firma som producerer elektroniske produkter (fjernsyn, musikanlæg m.v.) .